# Emperadriu Mao (Ming)
En aquest nom xinès, el cognom és Mao.
Empress Mao (morta el 237 EC), nom personal desconegut, formalment coneguda com l'Emperadriu Mingdao (明悼皇后; literalment: "L'Emperadriu deplorable i que to ho veu"), va ser una emperadriu de Cao Wei durant el període dels Tres Regnes de la història xinesa. Ella es va casar amb Cao Rui (l'Emperador Ming), el segon emperador de Cao Wei.
L'Emperadriu Mao es convertí en concubina de Cao Rui durant el regnat del seu pare, Cao Pi. Cao Rui era el Príncep de Pingyuan per eixe temps. Ell no era la seva muller o princesa—eixe estatus pertanyia a la Dama Yu. Això no obstant, la Consort Mao va ser una consort afavorida de Cao Rui.
Quan Cao Rui es va convertir en emperador en l'any 226 EC després de la mort del seu pare, era àmpliament esperat que la Princesa Yu, com la seva esposa, seria creada emperadriu. Això no obstant, Cao Rui va crear-hi a la Consort Mao en lloc en el 227. Encara que la seva família era baixa condició, el seu pare Mao Jia (毛嘉), que era fuster, i el seu germà Mao Zeng (毛曾) van ser promoguts a càrrecs d'honor, i Mao Jia va ser creat com a marquès. Quan Cao Rui es va adonar que les famílies aristocràtiques menyspreaven al seu sogre, vas ascendir molt més a Mao Jia i li va ordenar a tots els funcionaris importants d'assistir a festes en la residència de Mao.
No obstant això, segons passaven els anys, l'Emperadriu Mao va començar a perdre el favor de Cao Rui. Al voltant de l'any 237, la Consort Guo la va reemplaçar com la favorita de Cao Rui. Una vegada, quan Cao Rui estava assistint a un banquet organitzat per la Consort Guo, la Consort Guo sol·licità que l'Emperadriu Mao fóra convidada a unir-se també, però Cao Rui ho va refusar i a més n'ordenà que cap notícia del banquet arribés a l'Emperadriu Mao. Això no obstant, la notícia es va filtrar, i l'Emperadriu Mao va parlar sobre la festa amb ell de totes maneres. Ell es va emprenyar molt, i va matar diversos membres del seu seguici dels quals sospitava que filtraven informació a l'Emperadriu Mao, i inexplicablement, va ordenar a l'emperadriu Mao que se suïcidés, tot i que va ser soterrada amb tots els honors d'una emperadriu, i la seva família va romandre l'honor.